# Treason (film 1917)
Treason è un film muto del 1917 diretto e interpretato da Allen Holubar.

## Trama
L'esercito di Stratiria viene salvato dall'eroico telegrafista Pettrus Baariot che intercetta e uccide una spia, riuscendo a spedire un messaggio per avvisare il comando del suo paese. Gravemente ferito, a Pettrus viene promessa una promozione che non gli viene assegnata per il tradimento di un ufficiale governativo, Danick Rysson, suo rivale in amore. Amareggiato, Pettrus si trova nuovamente al centro di un intrigo di spie che riescono a rubare il nuovo codice del telegrafo. Il giovane, al quale è finalmente stata data la tanto sospirata promozione, sente crescere in sé il patriottismo e decide di inseguire la spia alla quale poi sottrae il prezioso documento.

## Produzione
Il film fu prodotto dall'Universal Film Manufacturing Company.

## Distribuzione
Distribuito dall'Universal Film Manufacturing Company, il film uscì nelle sale cinematografiche statunitensi il 14 maggio 1917.
Non si conoscono copie ancora esistenti della pellicola che viene considerata presumibilmente perduta.